# Goniopalpia
Goniopalpia és un gènere monotípic d'arnes de la família Crambidae descrit per George Hampson el 1903. Conté només una espècie, Goniopalpia delicatalis, descrita en el mateix article, que es troba a l'Índia.